# Индустријска зона (Мачерата)
Индустријска зона (итал. Zona Industriale) насеље је у Италији у округу Мачерата, региону Марке.
Према процени из 2011. у насељу је живело 1485 становника. Насеље се налази на надморској висини од 107 м.